# North Mavora Lake
Der North Mavora Lake ist ein See in der Region Southland auf der Südinsel von Neuseeland.

## Geographie
Der 10,2 km² und rund 11,44 km lange See befindet sich rund 40 km westsüdwestlich von Queenstown zwischen den Livingstone Mountains im Westen und den Thomson Mountains im Osten. Der in einer Nord-Süd-Richtung ausgerichtete längliche See misst an seiner breitesten Stelle rund 1,37 km in Ost-West-Richtung und die maximale Tiefe des Sees beträgt 77 m.
Rund 1,4 km südlich schließt sich der sechs Mal kleinere See South Mavora Lake an.
Der North Mavora Lake ist von der von Süden kommenden unbefestigten Straße der Mavora Lakes Road zu erreichen, die vom New Zealand State Highway 94 nach Norden abzweigt und eine Länge von rund 39 km bis zum See aufweist.

## Tourismus
An der östliche Seite des südlichen Ende des Sees befindet sich ein Campingplatz und ein Wanderweg, der Teil des neuseeländischen Fernwanderwegs Te Araroa Trail ist, und führt entlang der Ostseite des Sees über die Boundary Hut und die Taipo Hut bis zum entlang des Greenstone River verlaufenden Greenstone Track im Norden.